# Hermida (Puebla del Brollón)
Hermida (llamada oficialmente A Ermida) es una aldea española situada en la parroquia de Canedo, del municipio de Puebla del Brollón, en la provincia de Lugo, Galicia.

## Localización
Está situado a 500 metros de altitud, en el monte do Castro.

## Demografía
| Gráfica de evolución demográfica de Hermida entre 2000 y 2020 |
|                                                               |
| Datos según el nomenclátor publicado por el INE.              |